# Brachypauropus occultus
Brachypauropus occultus är en mångfotingart som beskrevs av Rafalski 1977. Brachypauropus occultus ingår i släktet Brachypauropus och familjen Brachypauropodidae. Inga underarter finns listade i Catalogue of Life.